# Nameless - Entità nascosta
Nameless - Entità nascosta (Los sin nombre) è un film del 1999 diretto da Jaume Balagueró.
Pellicola horror ispirata al romanzo La setta di Ramsey Campbell.

## Trama
L'amata figlioletta di sei anni di Claudia Horts e Marc Gifford, Angela, scompare inspiegabilmente per poi essere trovata morta in circostanze estremamente misteriose. Cinque anni dopo, Claudia è ancora incapace di superare il lutto. Un giorno la donna riceve una telefonata da Angela, che le dice di essere ancora viva e le chiede di aiutarla. Claudia si rivolge allora ad un ex poliziotto, Bruno Massera, per investigare sul fatto. Massera collabora con il giornalista Quiroga ed i due vengono a capo di un misterioso culto che sacrifica la vita dei bambini.

## Riconoscimenti
- 1999 - Méliès d'oro
- 2000 - Fantastic'Arts
  - Premio della giuria e Premio della critica
- 2000 - Festival internazionale del cinema fantastico di Bruxelles
  - Corvo d'Oro a Jaume Balagueró
- 2000 - Bucheon International Fantastic Film Festival
  - Premio della Giuria